# Yeşilyayla (Denizli)
Yeşilyayla ist ein Dorf im Landkreis Denizli der gleichnamigen türkischen Provinz. Yeşilyayla liegt etwa 18 km nordwestlich der Provinzhauptstadt Denizli. Yeşilyayla hatte laut der letzten Volkszählung 591 Einwohner (Stand Ende Dezember 2010).